# ICRS
ICRS, International Celestial Reference System – Międzynarodowy Niebieski System Odniesienia. 

## Założenia systemu
ICRS jest systemem kinematycznym i jest określony poprzez pozycje odległych obiektów pozagalaktycznych, przy założeniu, że ruchy własne tych obiektów są znacznie mniejsze niż dokładność, z jaką są obserwowane. W ICRS kierunki do obiektów w odległych galaktykach nie podlegają globalnemu obrotowi względem tych obiektów. ICRS jest systemem czasoprzestrzennym, niezależnym od położenia osi obrotu Ziemi, a także od położenia osi ekliptyki.
ICRS został zdefiniowany oraz przyjęty w rezolucji B2 23. Zgromadzenia Generalnego Międzynarodowej Unii Astronomicznej (International Astronomical Union, IAU) w Kioto w sierpniu 1997 roku. System jest od 1 stycznia 1998 roku obowiązującym niebieskim systemem odniesienia, zastępując tym samym system FK5. Ta sama rezolucja zatwierdziła astrometryczny katalog fundamentalny Hipparcos jako podstawową realizację ICRS w zakresie widma optycznego.

## BCRS i GCRS
Podczas 24. Zgromadzenia Generalnego IAU w Manchesterze w 2000 roku uchwalono rezolucję B1.3, która określiła definicje ICRS dopasowane do wyższych wymagań dokładnościowych oraz zdefiniowania w ujęciu ogólnej teorii względności, wprowadzając Barycentryczny Niebieski System Odniesienia (BCRS) oraz Geocentryczny Niebieski System Odniesienia (GCRS) oraz transformacje między tymi systemami. Czasoprzestrzeń w ICRS została określona geometrycznie za pomocą tensora metrycznego (oddzielnego dla każdego z systemów) w ujęciu ogólnej teorii względności.
Definicje barycentrycznego systemu odniesienia i geocentrycznego systemu odniesienia:
- Barycentryczny Niebieski System Odniesienia (Barycentric Celestial Reference System) to system o początku w środku mas Układu Słonecznego z czasem współrzędnych barycentrycznych TCB (Barycentric Coordinate Time)
- Niebieski Geocentryczny System Odniesienia (Geocentric Celestial Reference System) to system o początku w środku masy Ziemi z czasem współrzędnych geocentrycznych TCG (Geocentric Coordinate Time)[1]

Systemy te mają następujące własności:
- nie podlegają obrotom względem zbioru odległych obiektów pozagalaktycznych,
- współrzędne czasowe są wyprowadzone ze skali czasu realizowanej przez działające na Ziemi zegary atomowe,
- jednostkami fizycznymi w tych układach są jednostki w układzie SI[1].

Zgodnie z rezolucją 2 26. Zgromadzenia Generalnego IAU w Pradze w 2006 roku dla wszystkich praktycznych zastosowań przyjmuje się orientację BCRS zgodną z orientacją osi ICRS, a orientacja GCRS jest wyznaczana ze zorientowanej względem ICRS orientacji BCRS. Osie tych systemów spełniają kinematyczny warunek zerowego wzajemnego obrotu, a odpowiadające sobie osie systemów BCRS i GCRS są wzajemnie powiązane współczynnikiem skali.
Systemy te łącznie tworzą system ICRS, a jego kinematyczną realizacją, przeznaczoną do zastosowań praktycznych, jest Międzynarodowy Niebieski Układ Odniesienia – ICRF.